# Кристофер од Грчке и Данске
Принц Кристофер од Грчке и Данске (грч. Χριστοφορος; 10. август 1888 — 21. јануар 1940) био је пети и најмлађи син и најмлађе дете грчког краља Ђорђа Грчког, припадао је династији која је за време владавине Грчке неколико пута заседала и изгубила трон током његовог живота. Већи део свог живота провео је живећи у иностранству.

## Биографија
Кристофер је рођен у Павловску, царска Русија, као син грчког краља Ђорђа и краљице Олге, руске велике кнегиње по рођењу. Био је најмлађи од њихово осморо деце, двадесет година млађи од њиховог најстаријег детета, Константина. У породици су га звали "Христо". Његова старија браћа били су будући краљ Константин I, Ђорђе, Никола и Андреј.
Кристофер је, као и његова браћа и сестре, био полиглота, говорио је грчки, енглески, дански, руски, француски и италијански. Браћа и сестре су међусобно говорили грчки, а са родитељима су користили енглески. Родитељи су, међутим, међусобно говорили немачки. Грчка краљевска породица је одржавала блиске односе са данском краљевском породицом којој су и они званично припадали. Грчка краљевска лоза је била кадетска грана династије Шлезвиг-Холштајн-Сондербург-Гликсбург која је села на престо Грчке 1863. године.
Принц Кристофер је забележио своја размишљања о монархији и онима који јој теже: „Ништа под сунцем ме не би натерало да прихватим Краљевство. Круна је претешка ствар да би се олако стављала. Морају да је носе они који су рођени таквој судбини. , али да било који човек треба добровољно да преузме одговорност, а да није спутан дужношћу да то учини, прелази моје схватање."
Када је Кристофер постао пунолетан, придружио се Хеленској морнарици, иако би радије учио клавир. Док је био младић, понуђена су му три различита престола – португалски, литвански и албански – али их је све одбио, јер није желео стрес због краљевских дужности. Накратко је био верен са принцезом Александром, војвоткињом од Фајфа, око 1910. Веридба је прекинута када су родитељи са неодобравањем сазнали за везу.
Кристофер се 1. јануара 1920. оженио веома богатом америчком удовицом, Нони Меј „Ненси“ Стјуарт Вортингтон Лидс, у Вевеју, Швајцарска. Касније је променила име у Анастасија од Грчке и Данске због краљевске породице. Његову невесту, некада разведену и удовицу, жену која је најмање деценију старију од принца, његова породица је ипак признала као Кристоферову династичку супруг (у време веридби и венчања, грчка краљевска породица је живела у егзилу, а пошто је Кристофер био последњи у редоследу наслеђивања династије и рађање његове деце неће утицати на наследна права других грчких династа). Њено богатство, процењено на десетине милиона долара, наслеђено је од свог другог мужа, милионера и значајно је олакшало егзил грчке краљевске породице током 1920-их. Венчање је уследило након шестогодишње веридбе, док је краљевски суд у егзилу преговарао о условима и аранжманима брака.
Убрзо након њиховог брака, принцеза Анастасија је добила рак и умрла је у Лондону 29. августа 1923. године, не оставивши децу из овог брака. Принц Кристофер је, међутим, имао посинка, Вилијама Бејтмана Лидса млађег (1902–1971), који се 1921. оженио руском принцезом Ксенијом Георгијевном, ћерком Марије од Грчке и Данске. Била је Кристоферова сестричина преко његове старије сестре Марије.
Принц Кристофер се касније поново оженио; његова друга жена била је принцеза Франсоа од Орлеана (25. децембар 1902 – 25. фебруар 1953). Франсоа је била ћерка Жана Орлеанског, војводе де Гиза, орлеанског претендента на престо Француске, од његове жене/прве рођаке Изабел Орлеанске. Изабел је била ћерка Филипа, грофа де Париса. Пар се венчао 1929. у Палерму, Италија; грађанска церемонија била је 10. фебруара, а верска 11. фебруара. Деценију су били без деце, а онда је Франсоа родила сина: грчки и дански принц Мишел рођен је у Риму 1939. године, непосредно пре смрти принца Кристофера. Принц Кристофер од Грчке умро је у Атини 21. јануара 1940. године у 51. години.

## Ана Андерсон
Године 1927, принц Кристофер је посетио дом Вилијама и Ксеније Лидс на Лонг Ајленду, односно његовог посинка и сестричине. Ксенија се заинтересовала за чудан случај жене, Ане Андерсон, која је тврдила да је велика кнегиња Русије Анастасија Николајевна, најмлађа ћерка последњег руског цара Николаја II.
Како је принц Кристофер објаснио: „То је била њена прича, и, колико год да је била фантастична, било је много оних који су тада веровали – и још увек верују – у њу, међу њима и један или два члана царске породице.“ Он је наставио даље. , „Десетине људи који су познавали велику кнегињу Анастасију доведени су да виде девојку у нади да ће моћи да је идентификују, али нико од њих није могао да дође до било каквог дефинитивног закључка.“ Принц Кристофер ју је описао: „Пре свега, није могла да говори руски, који је велика кнегиња Анастасија, као и сва царева деца, течно говорила – и разговарала је само на немачком.“ Сумирајући, рекао је о њој: „Сиромашна девојка је била патетична фигура у својој усамљености и лошем здрављу, и било је довољно разумљиво да су многи од оних око ње допустили да њихова саосећања надвлада њихову логику... Није била у стању да препозна људе које је велика кнегиња Анастасија блиско познавала, а њени описи соба у различитим палатама и других сцена познатих било коме из Царске породице често су били нетачни."